# 鉄瓶

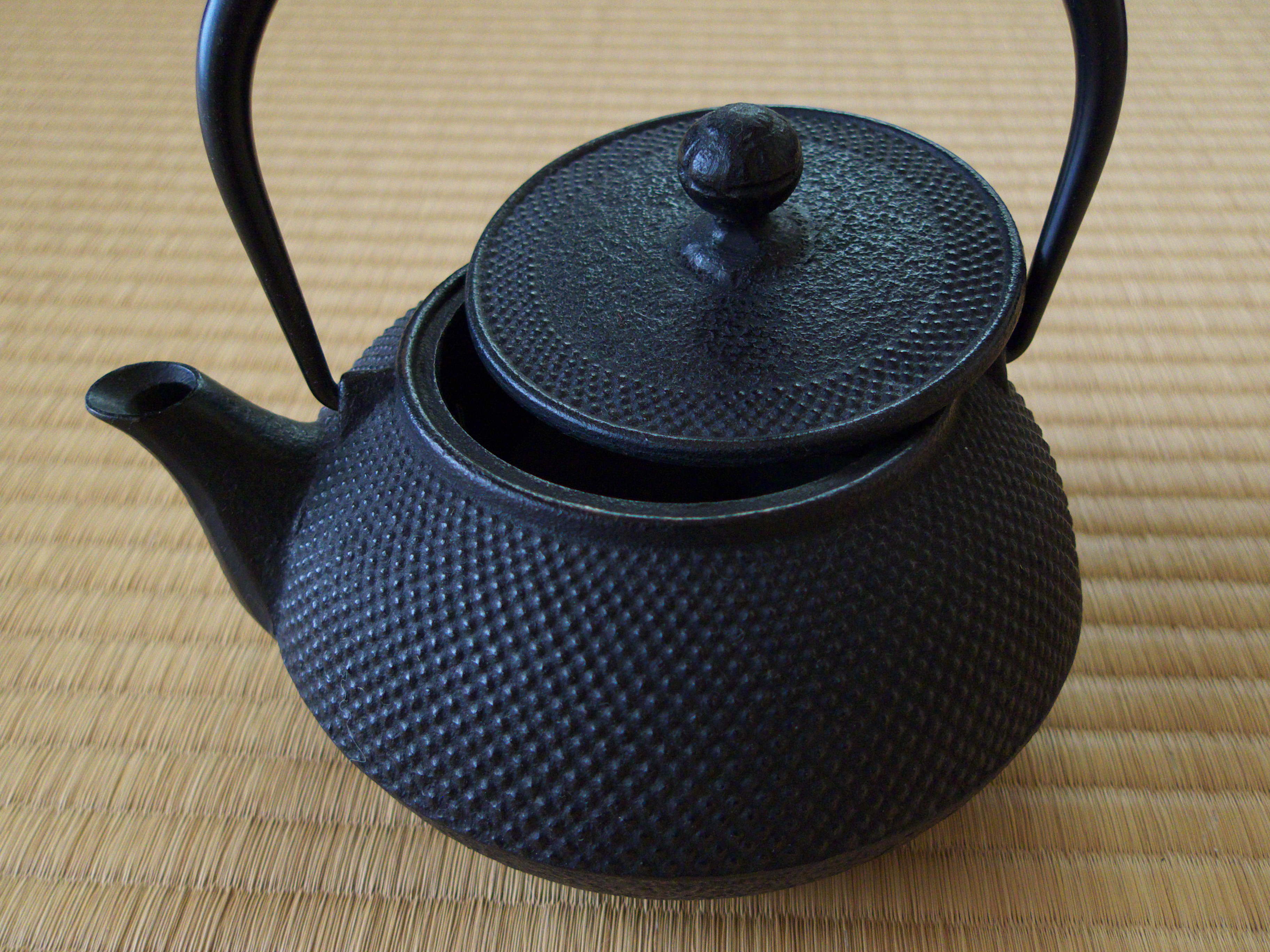
鉄瓶

鉄瓶（てつびん）は、日本の茶の湯釜から派生した鉄製の湯沸かしの器具。

## 歴史
湯沸かしに取っ手と注ぎ口が付いた道具は薬用用途のものが13世紀には存在したが、「鉄瓶」と名付けられて茶の湯に使用されるようになったのは江戸後期とされている。

### 茶の湯
鉄瓶は茶の湯釜から派生して誕生した器具といわれており、江戸後期の天保期（1830-1844年）頃のことである。「鉄瓶」の文献の初出は1816年（文化13年）の稲垣休叟著『茶道筌蹄』であるとされている。

### 民具としての歴史
茶道具として考案された鉄瓶は次第に民具としても普及し、江戸中期から明治初期の草双紙の挿絵にも描かれている。日常生活では台所で大量の湯を沸かすときは釜、居室で茶を入れる程度の湯を沸かすときは鉄瓶が用いられるようになった。
第二次世界大戦後、高岡市などではアルミニウムを原料とする鍋、釜、火鉢などの製造が盛んになり、やかんも製造されるようになった。これらの製造で「釜鍋景気」と呼ばれる時期が数年間続いたが、この時期から鉄瓶はアルマイト製のやかんに代替されることとなった。
なお、上海の茶館などでは日本製の鉄瓶が販売されているが、喫茶提供には主にやかんが使用されている。

## 南部鉄瓶
南部鉄瓶は茶の湯釜や花瓶などとともに南部鉄器として知られ、岩手県の特産品の一つである。北上川流域では東大寺の大仏鋳造を機に金山開発が進められ、これに伴って鉄鉱資源も多く見出され鋳物産地が存在していた。南部藩では8代藩主南部利雄の頃に3代小泉仁左工門が茶の湯釜の寸法を縮めつつ注ぎ口と鉉（）を調和よくつけたものを製作し、これが少しずつ改良されて鉄瓶が誕生したと言われている。当時、茶の湯釜に注ぎ口と鉉（）を付けたものは鉄薬鑵（）と称されており、その後「薬鑵釜」や「手取り釜」と称され、さらに「鉄瓶」と名付けられるようになった。